# 나, 너 그리고 우리 (1968년 영화)
《나, 너 그리고 우리》(영어: Yours, Mine and Ours)는 미국에서 제작된 멜빌 셰이벌슨 감독의 1968년 가족 코미디 드라마 영화이다. 헨리 폰다, 루실 볼 등이 출연하였고, 로버트 F. 블룸모프 등이 제작에 참여하였다.
2005년 리메이크 영화가 개봉하였다.

## 출연진
- 헨리 폰다
- 루실 볼
- 밴 존슨
- 월터 브룩
- 낸시 하워드
- 시드니 밀러
- 루이즈 트로이
- 톰 보즐리
- 래리 행킨

비어즐리네 아이들
- 팀 매서슨
- 길 로저스
- 게리 게츠먼
- 낸시 로스
- 모건 브리트니
- 매럴리 포스터
- 홀리 오브라이언
- 미셸 토빈
- 트레이시 넬슨
- 스테퍼니 올리버

노스네 아이들
- 제니퍼 리크
- 킴벌리 벡
- 케빈 버쳇
- 미치 보걸
- 마고 제인
- 에릭 셰이
- 그레그 앳킨스
- 리넬 앳킨스

## 기타 제작진
- 배역: 린 스톨매스터
- 미술: 아서 로너건
- 의상: 프랭크 카디날리, 리니타 리아치